# Pričević
Pričević (izvirno srbsko Причевић) je naselje v Srbiji, ki upravno spada pod Mesto Valjevo; slednja pa je del Kolubarskega upravnega okraja.
- Pričević - center
- Pričević - center
- Pričević - center
- Pričević - Cerkev
- Pričević - Cerkev
- Pričević - Panorama
- Pričević - Panorama
- Pričević - Panorama
- Pričević - Šola

## Demografija
V naselju živi 450 polnoletnih prebivalcev, pri čemer je njihova povprečna starost 49,2 let (48,6 pri moških in 49,9 pri ženskah). Naselje ima 182 gospodinjstev, pri čemer je povprečno število članov na gospodinjstvo 2,85.
To naselje je, glede na rezultate popisa iz leta 2002, večinoma srbsko, a v času zadnjih treh popisov je opazno zmanjšanje števila prebivalcev.
|  |

| Demografija | Demografija     | Demografija     |
| Leto        | Št. prebivalcev | Št. prebivalcev |
| ----------- | --------------- | --------------- |
|             |                 |                 |
|             |                 |                 |
|             |                 |                 |
|             |                 |                 |
| 1948        | 1264            |                 |
| 1953        | 1263            |                 |
| 1961        | 1144            |                 |
| 1971        | 979             |                 |
| 1981        | 795             |                 |
| 1991        | 643             | 634             |
| 2002        | 526             | 519             |
|             |                 |                 |

| Etnična sestava po popisu iz leta 2002 | Etnična sestava po popisu iz leta 2002 | Etnična sestava po popisu iz leta 2002 | Etnična sestava po popisu iz leta 2002 | Etnična sestava po popisu iz leta 2002 |
| -------------------------------------- | -------------------------------------- | -------------------------------------- | -------------------------------------- | -------------------------------------- |
| Srbi                                   | Srbi                                   |                                        | 518                                    | 99,80%                                 |
| Črnogorci                              | Črnogorci                              |                                        | 1                                      | 0,19%                                  |
| Neznano                                | Neznano                                |                                        | 0                                      | 0,0%                                   |